# Senostoma notatum
Senostoma notatum är en tvåvingeart som först beskrevs av Walker 1853.  Senostoma notatum ingår i släktet Senostoma och familjen parasitflugor. Inga underarter finns listade i Catalogue of Life.